# Gurans Himal
Der Gurans Himal ist ein vergletschertes Teilgebirge des Himalaya im äußersten Westen von Nepal. Randbereiche der Gebirgsgruppe liegen in Tibet in China und in Uttarakhand in Indien.
Der Gurans Himal befindet sich in der Provinz Sudurpashchim. Im Westen wird die Gebirgsgruppe vom Mahakali begrenzt. Das Flusstal des Humla Karnali bildet die nördliche und östliche Abgrenzung. Der im äußersten Nordwesten gelegene 5334 m hohe Lipulekh-Pass stellt den Übergang zum weiter westlich gelegenen Kumaon-Himalaya dar.
Die Gebirgsgruppe wird vom Seti, einem rechten Nebenfluss des Karnali, der im Guran Himal entspringt, in einen westlichen (Yoka Pahar Subsection) und einen östlichen Teil (Saipal Himal Subsection) gegliedert. Die höchste Erhebung im östlichen Teil bildet der Saipal (7031 m). Im westlichen Teil liegt der höchste Berg des Gurans Himal, der 7132 m hohe Api. Viele Berge und Gipfel des Gurans Himal liegen zwischen 6000 m und 7000 m Höhe. Bekanntere Berge sind Jethi Bahurani 6850 m, Bobaye 6808 m und Nampa 6755 m. Das Api-Nampa-Schutzgebiet erstreckt sich über den südwestlichen Bereich der Gebirgsgruppe.